# Arquidiocese de Washington

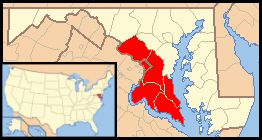
Arquidiocese de Washington

A Arquidiocese de Washington (em latim: Archidiœcesis Vashingtonensis) é uma circunscrição eclesiástica da Igreja Católica situada em Washington D.C. Abrange todo o Distrito de Columbia e os condados de Calvert, Charles, Montgomery, Prince George's e Saint Mary's no estado de Maryland. É fruto do desmembramento da arquidiocese de Baltimore-Washington em 15 de novembro de 1947. Seu atual Arcebispo é Robert Walter McElroy. Sua Sé é a Catedral do Apóstolo São Mateus. É o lar da Universidade Católica da América e também da Basílica do Santuário Nacional da Imaculada Conceição.
Possui 140 paróquias assistidas por 782 párocos e cerca de 22% da sua população jurisdicionada é batizada.

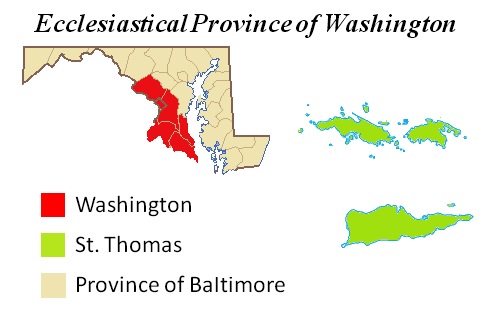
Província Eclesiástica de Washington.

## História
O catolicismo foi introduzido em Maryland no ano de 1634, quando o padre jesuíta Andrew White celebrou a primeira missa realizada nas Treze Colônias Britânicas, nas margens da Ilha de São Clemente. A Colônia de Maryland foi fundada como um refúgio para os católicos e um lugar de tolerância religiosa mas essa liberdade não durou muito. Entre 1690 e 1776, os católicos de Maryland sofreram com a opressão das leis penais.  Apesar desses obstáculos, a Igreja Católica cresceu em Maryland. 
Em 1939, o Papa Pio XII renomeava a Arquidiocese de Baltimore para Arquidiocese de Baltimore-Washington. A Arquidiocese de Washington foi erigida em 15 de novembro de 1947 pela bula Universi dominici gregis do Papa Pio XII, na sequência da divisão da arquidiocese de Baltimore-Washington. Em 12 de outubro de 1965 é elevada a Sé Metropolitana pela bula Fidelium christianorum do Papa Paulo VI quando a a Diocese de São Tomé se tornou sua sufragânea. 

## Prelados
|                | Nome                                | Período    | Notas                                                    |
| Arcebispos     | Arcebispos                          | Arcebispos | Arcebispos                                               |
| -------------- | ----------------------------------- | ---------- | -------------------------------------------------------- |
| 8º             | Robert Walter Cardeal McElroy       | 2025-      | Atual                                                    |
| 7º             | Wilton Daniel Cardeal Gregory       | 2019-2025  | Arcebispo emérito                                        |
| 6º             | Donald William Cardeal Wuerl        | 2006-2018  | Arcebispo emérito                                        |
| 5º             | Theodore Edgar Cardeal McCarrick †  | 2000-2006  | Depois laicizado                                         |
| 4º             | James Aloysius Cardeal Hickey †     | 1980-2000  |                                                          |
| 3º             | William Cardeal Wakefield Baum †    | 1973-1980  | Nomeado Prefeito da Congregação para a Educação Católica |
| 2º             | Patrick Aloysius Cardeal O'Boyle †  | 1947-1973  |                                                          |
| 1º             | Michael Joseph Curley †             | 1939-1947  | Simultaneamente Arcebispo de Baltimore                   |
| Bispo-auxiliar |                                     |            |                                                          |
|                | Evelio Menjivar-Ayala               | 2022-      | Atual                                                    |
|                | Juan Rafael Esposito-Garcia         | 2022-      | Atual                                                    |
|                | Michael William Fisher              | 2018-2020  | nomeado Bispo de Buffalo                                 |
|                | Roy Edward Campbell, Jr.            | 2017-atual |                                                          |
|                | Mario Eduardo Dorsonville-Rodríguez | 2015-2023  | Nomeado Bispo de Houma-Thibodaux                         |
|                | Barry Christopher Knestout          | 2008-2017  | nomeado Bispo de Richmond                                |
|                | Martin David Holley                 | 2004-2016  | nomeado Bispo de Memphis                                 |
|                | Francisco González Valer S.F.       | 2001-2014  | emérito                                                  |
|                | Kevin Joseph Farrell                | 2001-2007  | nomeado Bispo de Dallas                                  |
|                | William Edward Lori                 | 1995-2001  | nomeado Bispo de Bridgeport                              |
|                | Leonard James Olivier, S.V.D.       | 1988-2004  | emérito                                                  |
|                | William George Curlin               | 1988-1994  | nomeado Bispo de Charlotte                               |
|                | Alvaro Corrada del Rio S.J.         | 1985-1997  | nomeado Administrador Apostólico de Caguas, Porto Rico   |
|                | Thomas Kelly Caetano, O.P.          | 1977-1981  | nomeado Arcebispo de Louisville                          |
|                | Eugene Antonio Marino S.S.J.        | 1974-1988  | nomeado Arcebispo de Atlanta                             |
|                | Thomas William Lyons                | 1974-1988  | faleceu                                                  |
|                | Edward John Herrmann                | 1966-1973  | nomeado Bispo de Columbus                                |
|                | John Selby Spence                   | 1964-1973  | faleceu                                                  |
|                | William Joseph McDonald             | 1964-1967  | nomeado Bispo Auxiliar de São Francisco                  |
|                | Philip Matthew Hannan               | 1956-1965  | nomeado Arcebispo de Nova Orleans                        |
|                | Patrick Joseph McCormick            | 1950-1953  | faleceu                                                  |
|                | John Michael McNamara               | 1947-1960  |                                                          |

## Documentos pontifícios
- «Bula Universi dominici gregis, AAS 40 (1948), p. 100» (PDF) (em latim)
- «Bula Fidelium christianorum» (em latim)